# Manta FC
Manta Fútbol Club – ekwadorski klub piłkarski z siedzibą w mieście Manta.

## Osiągnięcia
- Mistrz drugiej ligi (Serie B): 2008
- Wicemistrz drugiej ligi (Serie B): 2002, 2005 Apertura